# Tomodachi Life : Une vie de rêve
Tomodachi Life : Une vie de rêve (トモダチコレクション わくわく生活, Tomodachi Korekushon Wakuwaku Seikatsu) est un jeu vidéo de simulation de vie édité par Nintendo. Sa sortie mondiale est prévue en 2026 sur Nintendo Switch et Nintendo Switch 2. Il fait suite à Tomodachi Life sorti en 2013 sur Nintendo 3DS.

## Développement
Tomodachi Life : Une vie de rêve a été annoncé lors du Nintendo Direct diffusé le 27 mars 2025,,.